# Beslan Wladimirowitsch Gublija
Beslan Wladimirowitsch Gublija (russisch Беслан Владимирович Гублия; * 29. November 1976 in Tscherkessk) ist ein abchasisch-russischer Fußballspieler.

## Leben und Karriere
Beslan Gublija wurde 1976 in eine abchasische Familie in Tscherkessk geboren. Er stammt aus einer patriotischen Familie, sein Bruder beteiligte sich am abchasischen Unabhängigkeitskampf.
Mit dem Fußballspielen begann er 1994 beim lokalen Verein Nart Tscherkessk, damals ein russischer Viertligist. Anschließend ging er nach Mosdok zum dortigen Club Iriston, bevor er 1996 zu Spartak Anapa wechselte. Anschließend kehrte er bis 1997 zu Nart Tscherkessk zurück, wo er zum Leistungsträger aufstieg. 1998 ging er schließlich zu Druschba Maikop. Für seinen neuen Club absolvierte der Mittelfeldspieler bis 2000 insgesamt 88 Ligaspiele, in denen er 11 Tore schoss. 2001 wurde er schließlich von Dynamo Stawropol verpflichtet. Nach einer erfolgreichen Saison wechselte er zu Terek Grosny. Bis 2004 gelang ihm mit seiner Mannschaft der Aufstieg in die Premjer-Liga, womit er erstmals erstklassig spielte. Er verließ Terek in der Folgesaison, die er beim FK Metallurg-Kusbass Nowokusnezk verbrachte. Von 2006 bis 2008 spielte er bei Maschuk-KMW Pjatigorsk, bevor er 2009 seine Karriere bei Lutsch-Energija Wladiwostok ausklingen ließ.